# Dendropsophus battersbyi
Espèce
Synonymes
- Hyla battersbyi Rivero, 1961

Statut de conservation UICN

 DD  : Données insuffisantes
Dendropsophus battersbyi est une espèce d'amphibiens de la famille des Hylidae.

## Répartition
Cette espèce est endémique du Venezuela. Elle se rencontre entre 900 et 1 000 m d'altitude dans le District capitale de Caracas,.

## Étymologie
Cette espèce est nommée en l'honneur de James Clarence Battersby (1901-1993).

## Publication originale
- Rivero, 1961 : Salientia of Venezuela. Bulletin of the Museum of Comparative Zoology, sér. vol. 126, p. 1-207 (texte intégral).